# Grivice
Grivice es un pueblo de la municipalidad de Banovići, en el cantón de Tuzla, Bosnia y Herzegovina.

## Superficie
Posee una superficie de 10,51 kilómetros cuadrados.

## Demografía
Hasta 2013 la población era de 2395 habitantes, con una densidad de población de 227,8 habitantes por kilómetro cuadrado.